# Wilhelm III (król Sycylii)
Wilhelm III (wł. Guglielmo III di Sicilia/d'Altavilla; ur. 1185/1186 - zm. prawdopodobnie w 1198 na zamku Alt-Ems, dzisiaj Hohenems; ew. 1232 lub inna data) – król Sycylii w 1194, początkowo jako koregent ojca Tankreda z Lecce, a od 20 lutego do października pod regencją matki Sybilli z Acerry; od 25 do 29 grudnia 1194 roku tytularny hrabia Lecce i książę Tarentu. Był ostatnim męskim przedstawicielem normańskiego rodu Hauteville na tronie sycylijskim.

## Pochodznie i dzieciństwo
Wilhelm III był synem króla Tankreda z Lecce (nieślubnego syna Rogera III, księcia Apulii i Emmy z Lecce) oraz Sybilli z Acerry, siostry Ryszarda z Acerry, córki pochodzącego z Francji Rinaldo I z Aquino i jego drugiej żony. Jego bratem był Roger III, a wśród sióstr znajdowała się Konstancja, żona doży weneckiego Pietro Zianiego oraz nieznana z imienia dziedziczka królestwa po jego wygnaniu.
W 1189 ojciec Wilhelma został królem Sycylii i Neapolu. Latem 1192 roku papież Celestyn III uznał Tankreda za prawowitego władcę w traktacie z Graviny, a koregentem został wówczas starszy z jego synów Roger. Jednak jego władza nadal była niepewna, bowiem pochodził z nieprawego łoża; pretensje do tronu zgłaszał Roger z Andria, prawdopodobnie wnuk Drogo de Hauteville oraz cesarz rzymski. Poważnym wrogiem był też król angielski Ryszard I Lwie Serce, którego siostra Joanna (wdowa po poprzedniku Tankreda, Wilhelma II Dobrego) została uwięziona. Po uzyskaniu apanażu dla siostry 4 marca 1191 roku Ryszard I zawarł z Tankredem pokój, uznając jego, a nie cesarza prawowitym królem (stało się to podłożem przyszłego konfliktu między nimi).
Niespodziewanie Roger zmarł 24 grudnia 1193 roku, w czasie gdy Tankred bronił państwa przed inwazją swej ciotki Konstancji i jej męża cesarza Henryka VI, popieranych przez znaczną część możnych. Tankred uczynił współwładcą kolejnego syna, Wilhelma III jeszcze przed swoją śmiercią, która nastąpiła 20 lutego 1194, dwa miesiące po starszym synu.

## Panowanie
Tym samym Wilhelm przejął tytuł króla. Regentką została jego matka, jako że on sam miał wówczas około 8 lat. Osłabione tym faktem królestwo stało się łatwym obiektem najazdu cesarza, który jako małżonek królewny sycylijskiej uważał się za prawowitego właściciela. Ryszard I Lwie Serce znajdował się przez dwa lata w niewoli Henryka, a jednym z warunków uwolnienia na początku 1194 roku było odwołanie uznania Tankreda i jego następcy. Król angielski wystawił liczne wojska i flotę, które wsparły siły cesarskie od sierpnia. Bez większego oporu ze strony lokalnych możnych i miast (oprócz Salerno), którzy lękali się dużej liczby przeciwników, lądowa część państwa została podbita do października, a Sycylia została zdobyta przed końcem roku, pomimo oporu sił królewskich. Regentka nie potrafiła zorganizować skutecznej obrony ziem. Po upadku Palermo 20 listopada z synem uciekła do Caltabellotta.

## Po obaleniu

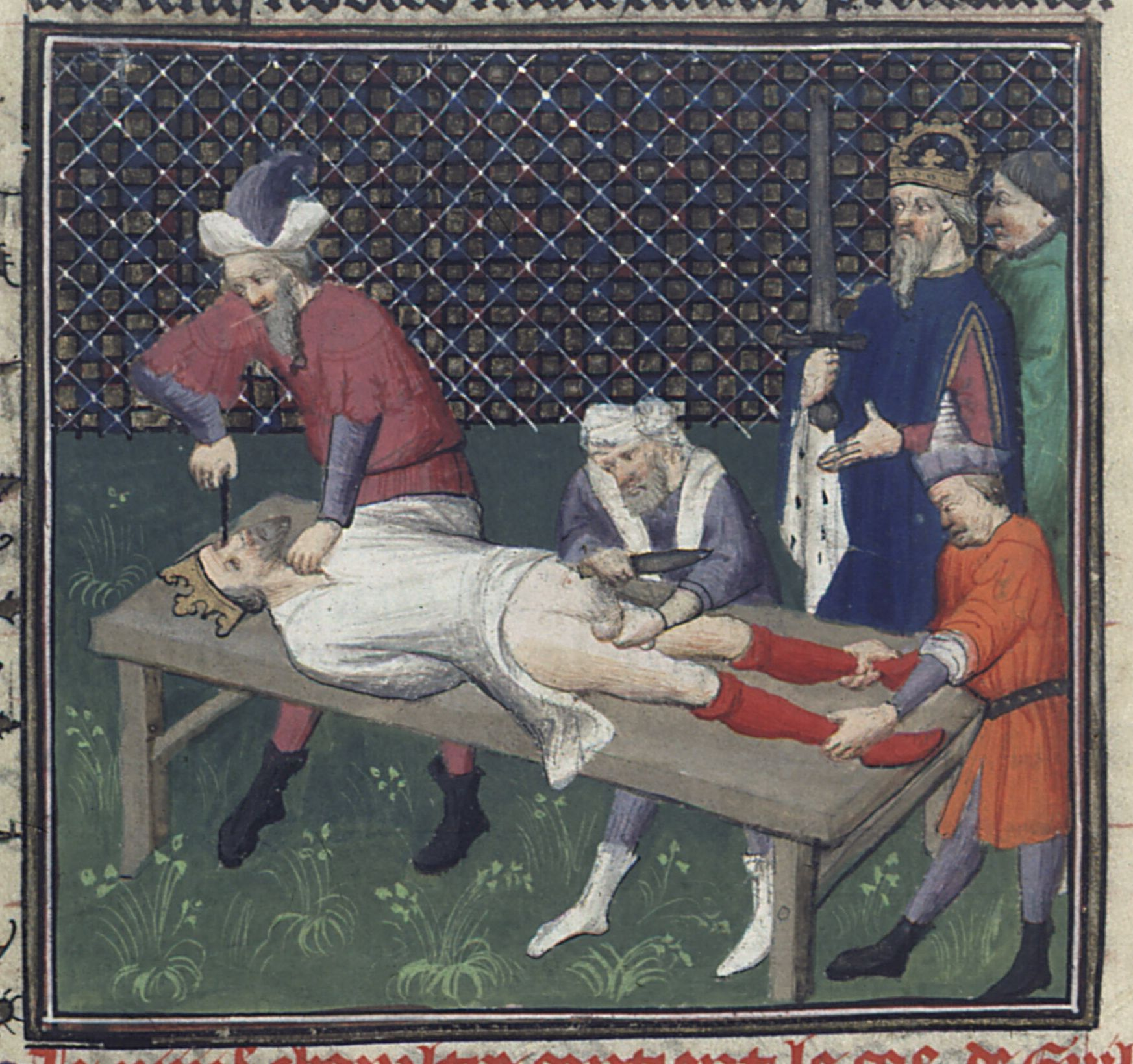
Ilustracja tortur Wilhelma III z XV-wiecznej edycji De Casibus Virorum Illustrium Giovanniego Boccaccia (przedstawienie to nieadekwatnie oddaje wiek króla).

Niespodziewanie cesarz zaproponował Wilhelmowi hrabstwo Lecce, które posiadał jego ojciec jeszcze zanim został królem, i księstwa Tarentu w zamian za zrzeczenie się roszczeń do korony. Regentka działając w imieniu syna przyjęła to żądanie. W Boże Narodzenie Henryk VI został ukoronowany na władcę Neapolu i Sycylii (jego żona zajmowała się wówczas nowo narodzonym Fryderykiem i nie została koronowana). 4 dni później cesarz miał wykryć spisek przeciw jego władzy, w którym mieli uczestniczyć możni, a także obalony władca (nie jest jasne, czy to prawda). Podejrzani zostali aresztowani.
Wśród ujętych znalazł się Wilhelm i jego rodzina. Jego matka i siostry po śmierci Henryka VI na skutek interwencji Innocentego III w większości trafiły do Francji, gdzie zmarły w biedzie. Samego Wilhelma spotkał jednak okrutniejszy los. Część źródeł wskazuje, że został oślepiony i wykastrowany, aby nie mógł powrócić na tron (co było przyjętą praktyką z Bizancjum, które panowało nad tymi terenami wcześniej). Mógł później zostać wzięty do niewoli w Niemczech, gdzie zmarł w 1198 roku (na co wskazują listy Celestyna III) lub zostać mnichem. Pojawia się też teoria, że w 1232 roku wrócił na Sycylię incognito jako Tankred Palamara i po rozpoznaniu został zabity z inicjatywy ówczesnego władcy Fryderyka II.

## Kwestia sukcesji
Przeciwnikiem koronowania Henryka VI na króla sycylijskiego był papież Celestyn III, który obawiał się rozrostu wpływów cesarza na Półwyspie Apenińskim i nie koronował go w Palermo. Młodsza siostra Wilhelma (podawane są imiona: Elwira, Maria, Albinia, Blanka; zm. po 1216) w 1200 roku wyszła za Waltera III z francuskiego Brienne-le-Château. Był on przeciwnikiem Fryderyka II i dążył do odzyskania Lecce i Tarentu, nad którymi przejął faktyczną kontrolę w latach 1201-1205. W 1201 koronował się nawet na króla Sycylii, a wsparcia udzielili mu możni z północnych Włoch, w tym Walter z Palearia, a nawet młodego Franciszka z Asyżu (ostatecznie nie dotarł na Sycylię, gdyż otrzymał wówczas wizję). W 1205 roku Walter III został jednak porwany przez wiernego Fryderykowi II Diplo z Acerry i wkrótce zamordowany. Jego syn-pogrobowiec Walter IV odziedziczył po ojcu już tylko francuskie posiadłości. Cesarz skonfiskował dobra rodu z Brienne we Włoszech, a Walter IV objął w 1221 hrabstwo Jafy i Aszkelonu.